# Vanguard 1
Vanguard 1 je prvi satelit iz serije Vanguard, poletio je u svemir 17. ožujka 1958. godine i još kruži oko Zemlje. Riječ je o malenoj kugli s dva odašiljača, koja već odavno ne rade. Jedan se napajao iz baterije, a drugi iz šest solarnih ćelija pričvršćenih za satelit. Emitiranje se obavljalo preko šest antena. U satelitu su bila i dva senzora, tzv. termistora, za mjerenje njegove unutrašnje temperature. Zadnji signal je poslao u svibnju 1964.
Obavio je oko 230 000 orbita oko zemlje. Očekuje se da će se srušiti na Zemlju tek oko 2198. godine.
Vanguarda 1 sovjetski je predsjednik vlade Nikita Hruščov opisao kao "grejp satelit".